# Strumień Przyszłości
Strumień Przyszłości (arab. تيار المستقبل, Tayyar Al Mustaqbal) – libański kapitalistyczny i nacjonalistyczny ruch polityczny, którego liderem jest Sad al-Hariri, młodszy syn byłego premiera Libanu Rafika al-Haririego. Ruch założony w 2003 roku.
Strumień Przyszłości jest głównym ugrupowaniem antysyryjskiej, prozachodniej koalicji Sojusz 14 Marca, która wygrała ostatnie wybory parlamentarne. Sam ruch posiada 36 z 128 miejsc w libańskim Zgromadzeniu Narodowym.